# フォッサマグナ

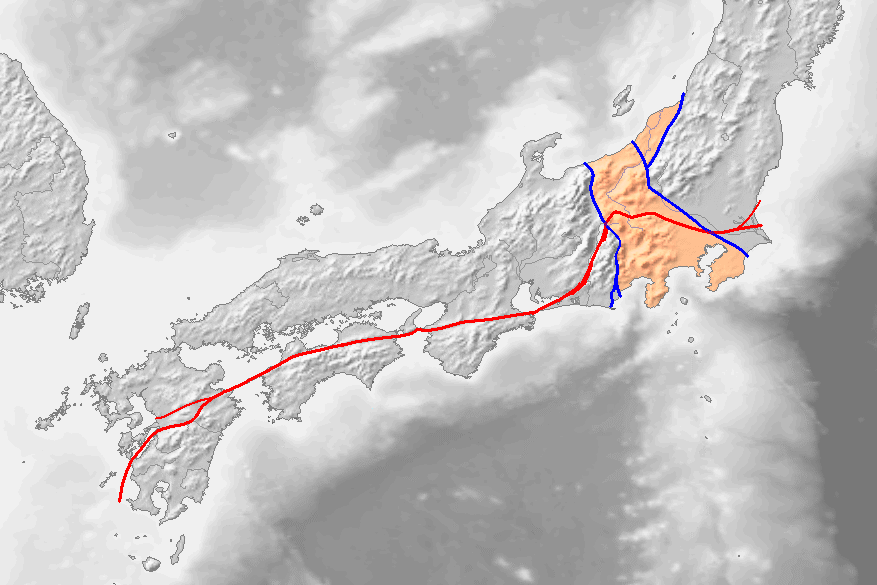
■ 青線に囲まれたオレンジ色の部分はフォッサマグナ、左側の青線が糸魚川静岡構造線、赤線が中央構造線

フォッサマグナ（羅: Fossa magna、ラテン語で「大きな溝」の意）は、日本の主要な地溝帯の一つで、地質学においては東北日本と西南日本の境目となる地帯。中央地溝帯（ちゅうおうちこうたい）、大地溝帯（だいちこうたい）とも呼ばれる。端的に言えば、古い地層でできた本州の中央をU字型の溝が南北に走り、その溝に新しい地層が溜まっている地域である。
本州中央部、中部地方から関東地方にかけての地域を縦断位置する。西縁は糸魚川静岡構造線（糸静線）、東縁は新発田小出構造線および柏崎千葉構造線となるが、東縁には異説もある。フォッサマグナはしばしば糸静線と混同されるが、フォッサマグナが広がりを持つのに対し、糸静線はフォッサマグナの西端の境界を成す「線」である。

## 解説
地質学において、フォッサマグナ西縁の西側を西南日本、東側を東北日本という。西南日本に当たる飛騨山脈は、地表は新しい火山噴出物で覆われているものの、大部分が5億5000万年前 - 6500万年前の地層（中生代や古生代の地層＝中・古生層）であるのに対し、北部フォッサマグナにあたる頸城山塊付近は、大部分が2500万年前以降の堆積物や火山噴出物（新第三紀・第四紀の地層＝新第三紀層・沖積層・洪積層）である。この大きな地質構造の違いは、通常の断層の運動などでは到底起こり得ないことで、大規模な地殻変動が関係していることを示している。

### 境界線
ハインリッヒ・エドムント・ナウマンは、南アルプス山系から八ヶ岳や関東山地を眺望した際、巨大な地溝帯の存在を思いつき、この地質構造の異なるラインが糸魚川から静岡にまで至るのを発見し、1885年に論文 Über den Bau und die Entstehung der japanischen Inseln（「日本群島の構造と起源について」）として発表した。このなかでは Großer Graben der Bruchregion（断裂帯の大地溝）との表記も使用しているが、翌1886年にはFossa magna（フォッサマグナ）と命名した。この論文は1893年に初発表され、論文名に初めて「フォッサマグナ」が登場した。
フォッサマグナ内部の地層が褶曲していることはアルフレッド・ウェゲナーの『大陸と海洋の起源』において、陸地の分裂・衝突の証拠として紹介された。しかし、ナウマンの考えたフォッサマグナは、伊豆地塊が日本に接近したことで日本列島が割れた「裂け目」であった。一方で原田豊吉は、旧富士火山帯とほぼ同一のラインでシナ地塊とサハリン地塊（シベリア地塊）が衝突してできたものだとする富士帯説を発表、両者の間で激しい論争となった。
その後フォッサマグナ説が大方支持されるようになっていった。しかし、ナウマンが考えていたフォッサマグナの東縁は新潟県直江津と神奈川県平塚を結ぶラインであったが、新潟県柏崎と千葉県銚子を結ぶラインも提唱されるようになった。そして、1970年には山下昇が柏崎と千葉県千葉市を結ぶ「信越房豆帯」説を発表、1988年に加藤芳輝が柏崎から銚子のラインの北部を修正した新潟県上越と銚子を結ぶラインを発表した。後に北部を大きく修正した新潟県新発田と同県小出を結ぶライン（新発田小出構造線）が提案された。このように、東縁については諸説出ており現在も結論は揺れ動いている。
東縁が諸説出た背景には、フォッサマグナ南部の関東山地（長野県南東部・山梨県・埼玉県西部・東京都西部・神奈川県北西部）に西南日本や東北日本と同じ年代の地層を含む山塊がぽつんと取り残されて存在していて、混乱が生じたことが挙げられる。この山塊は後述のように、フォッサマグナが開いてから再び閉じる間に西南日本か東北日本から切り離されて、フォッサマグナの新しい地層とともに圧縮され一体化したものと考えられている。

### 地学的知見
現在のプレートテクトニクス理論ではフォッサマグナは北アメリカプレート（またはオホーツクプレート）とユーラシアプレートの境界に相当するとされる。1983年の日本海中部地震前後までは、北海道中部の日高山脈付近が両プレートの境界と考えられていたが、日本海中部地震を契機に大きな歴史地震が日本海東縁に並ぶことから、日本海東縁部 - フォッサマグナを境界とする仮説が提唱された。しかし、プレート境界が日高山脈から移動したことや両プレート間の関係性について具体的な証拠はない。そのため、北米プレートとユーラシアプレートの境界は破線で表記される。フォッサマグナの厚さは、地下約6,000メートル（平野部）- 9,000メートル（山地）にも及ぶ。これより深い所は基盤岩とよばれ、西南日本や東北日本と同じ地層の並びになっていると推定されている。フォッサマグナ本体は第三紀の火山岩と堆積岩によって埋積されている。地質断面図で見ると、年代の異なる地層の境界がU字型に形成されている。
フォッサマグナ北部では、頸城丘陵や魚沼丘陵など第三紀層の褶曲によって生じた丘陵地形が際立って目立っている。また、褶曲に伴って形成されたと考えられる天然ガスや石油の埋蔵も多い。一方、南部では丹沢山地や伊豆半島など、フィリピン海プレートによって運ばれ、日本列島に衝突した地塊が含まれる。
また、フォッサマグナの中央部を、南北に火山の列が貫く。北から新潟焼山、妙高山、草津白根山、浅間山、八ヶ岳、富士山、箱根山などである。これらの成因の1つとして、フォッサマグナの圧縮によってできた断層にマグマが貫入して、地表に染み出やすかったことが考えられている。
西縁の糸魚川静岡構造線上および東縁の一部と考えられている群馬県太田断層では、マグニチュード7規模の地震が繰り返し発生している。
北部フォッサマグナの東側（信越地域：長野県北部から新潟県頚城地域）には、大峰面と呼ばれる第四紀の70万年前に海岸平原であったとされる頃に形成された花崗岩質の礫およびシルトによる平坦な地形が広がっていたが、その後の地殻変動により浸食され、現在は標高900メートル前後の山々に痕跡が残る。

## フォッサマグナの誕生
この地域は数百万年前までは海であり、地殻が移動したことに伴って海の堆積物が隆起し現在のような陸地になったとされる。
原始の日本列島は、現在よりも南北に直線的に存在して、アジアに近い位置にあったと考えられている。約2000万年前に、プレートの沈み込みに伴う背弧海盆の形成が始まった。これによって日本海が現在のように広がり、日本列島もアジアから離れていった。
ただ、日本近海の海溝は向きが異なる南海トラフと日本海溝の2つだったため、日本列島は中央部が真っ二つに折られる形でアジアから離れた。折れた原始日本列島の間には日本海と太平洋をつなぐ海が広がり、新生代にあたる数百万年間、砂や泥などが堆積していった。そして数百万年前、フィリピン海プレートが伊豆半島を伴って日本列島に接近した時に、真っ二つになっていた列島が圧縮され始めた。この時、間にあった海が徐々に隆起し、新生代の堆積物は現在陸地で見られる地層になったと考えられている。

## 資料的価値
フォッサマグナが通る新潟県糸魚川市は2009年に日本初の世界ジオパークに認定された。なお、糸魚川静岡構造線については、2020年11月に文化審議会が天然記念物に指定するよう答申した。
1990年に糸魚川市にフォッサマグナパークが開設され、断層露頭の一部が展示されている。